# Vrtojba
Vrtojba – wieś w Słowenii, w gminie Šempeter-Vrtojba. W 2018 roku liczyła 2541 mieszkańców.